# Karnevalsmuseum Altes Zeughaus

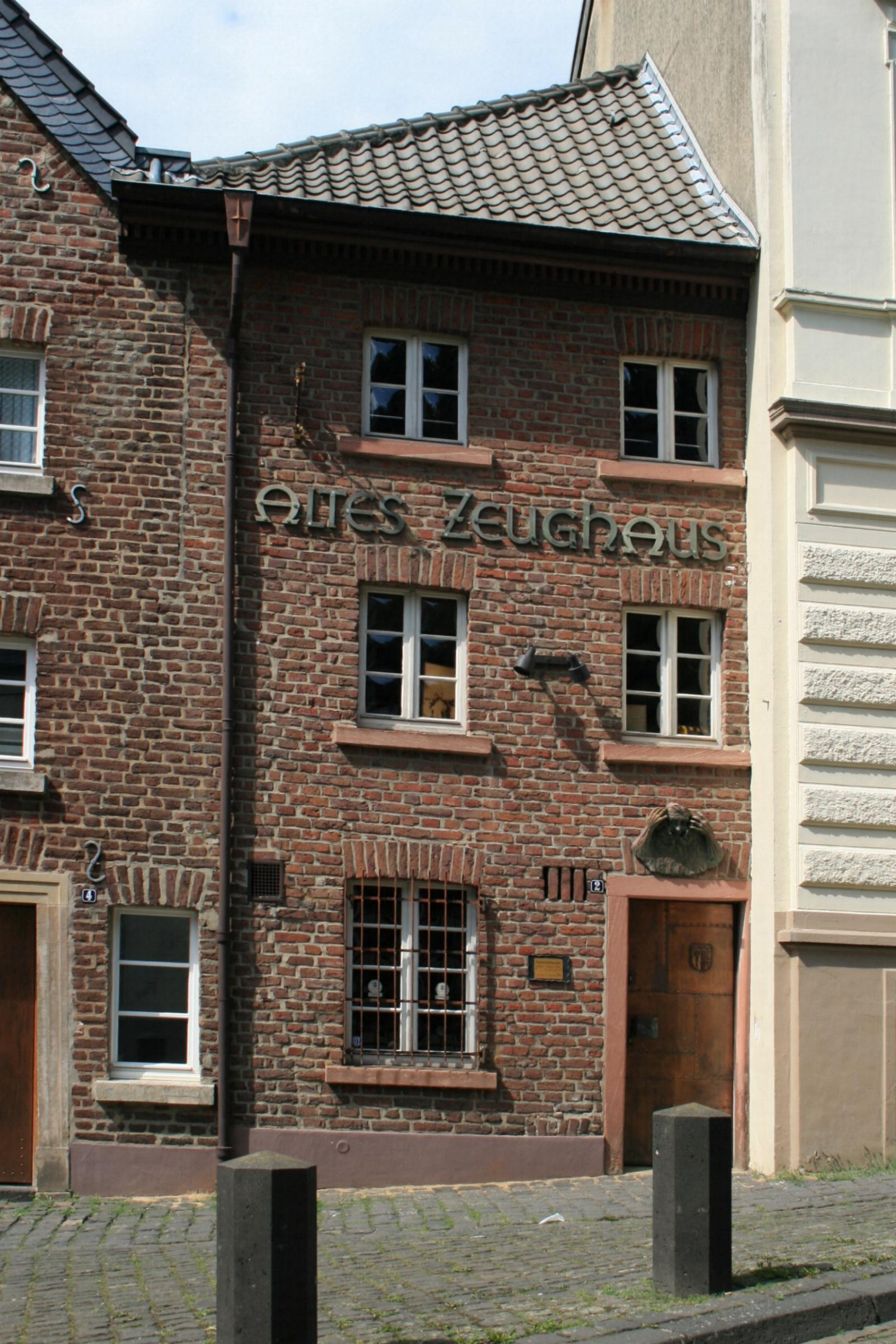
Karnevalsmuseum Altes Zeughaus (2010)

Das Karnevalsmuseum Altes Zeughaus steht im Stadtteil Gladbach von  Mönchengladbach (Nordrhein-Westfalen), Weiherstraße 2.
Das Gebäude wurde im 18. Jahrhundert erbaut. Es ist unter Nr. W 013 am 14. Oktober 1986 in die Denkmalliste der Stadt Mönchengladbach eingetragen worden.

## Lage
Die Weiherstraße gehört zu den ältesten Wegführungen der Stadt. Sie verläuft unterhalb des Abteiberges als Verbindung zur Lüpertzender Straße und stammt aus der Zeit des 18. Jahrhunderts. Das Gebäude steht am Beginn der Straße direkt westlich des Rathauses.

## Architektur
Das aus Backstein aufgeführt Haus Nr. 2 ist ein einfacher Rechteckbau in zwei zu drei Achsen. Das Haus ist in den Hang gebaut. Der Keller bewahrt ein altes Tonnengebäude. Am Haus ein Schriftzug „Altes Zeughaus“. Das Haus schließt mit einem halben Walmdach ab. Das Haus ist aus bau- und stadthistorischen Gründen als Denkmal schützenswert. Das Haus gilt als schmalstes Haus der Stadt. Es ist nur 4,25 m breit.

## Funktion
Das 1977 vom Verein Kleiner Rat – Altes Zeughaus gekaufte und renovierte Haus ist Heimstatt der Gladbacher Karnevalisten und birgt deren Erinnerungsstücke, zum Beispiel über 3000 Karnevalsorden. 1997 kaufte der Verein das baufällige Nachbarhaus dazu und baute es neu auf zur Erweiterung der Ausstellungs- und Veranstaltungsräume. Das so erweiterte Karnevalsmuseum wurde 2007 eingeweiht. Es sammelt und zeigt aber auch Dinge, die die Geschichte der Stadt dokumentieren.